# La Dure Loi de l’Ouest
 (octobre 2024).
Pour plus de détails, voir Fiche technique et Distribution.
La Dure Loi de l’Ouest (Wild and Woolly Hare) est un cartoon Looney Tunes réalisé par Friz Freleng en 1959 mettant en scène Bugs Bunny et Sam le pirate.